# Statul de Nord
Statul (vilaietul) de Nord este una dintre cele 17 unități administrativ-teritoriale de gradul I ale Sudanului. Reședința sa este orașul Dongola.